# Tetsuzō Iwamoto
Pour les articles homonymes, voir Iwamoto.
Tetsuzō Iwamoto (岩本徹三, Iwamoto Tetsuzō, 15 juin 1916 - 20 mai 1955) était un pilote japonais, as de l'aviation de la Marine impériale japonaise lors de la Seconde Guerre mondiale. Il servit notamment à bord du Zuikaku.
Avec Hiroyoshi Nishizawa, il est souvent cité comme le meilleur as japonais.

## Biographie
Il naît le 15 juin 1916 à Shimane. Il suit des études d'agriculture et développe rapidement un sens de l'individualisme aggravé par un caractère têtu qui provoque rapidement la consternation de ses professeurs et qui fera plus tard celle de ses supérieurs lorsqu'il sera militaire.
En décembre 1936, il est diplômé de pilote de chasse de cours de formation pilote au 34e. 
Pendant la guerre sino-japonaise (1937-1945), il obtient son baptême du feu le 25 juillet 1938. En septembre 1938, il rentre au Japon avec 14 victoires à son actif et devient membre du Sakai Air Group.
À la fin de la guerre sino-japonaise, il aura fait 82 missions et revendiqué 14 victoires ce qui fait de lui, le plus grand as japonais de la guerre sino-japonaise
Pendant la Seconde Guerre mondiale, il est à bord du porte-avion Zuikaku pour l'attaque japonaise de Pearl Harbor, le 7 décembre 1941. Il retourne au Japon le 24 décembre 1941 et participe aux batailles de l'océan Indien et de la mer de Corail.
En août 1942, il devient instructeur. En novembre 1943, il part avec 15 nouveaux combattants à Rabaul, où il a rejoint le 204 et plus tard le 253 AG.
Le 17 novembre 1943, Iwamoto fait sa première rencontre avec des F4U Corsair au cours d'une attaque sur Torokina. Ses opposants appartiennent à la VF 17 "Joly Rogers". Iwamoto revendique ses 2 premiers Corsair, malgré une attaque japonaise peu concluante.
En février 1944, il se retire dans l'île de Truk qu'il protège contre les constants bombardements de B-24.
7 mois plus tard, il est rattaché au Fighter Hikotai 316, 252 AG et est promu enseigne.
Au printemps 1945 - il est transféré à l'AG 203 et envoyé à Kyushu pour des opérations de défense aérienne.
Il passe les derniers mois de la guerre à s'occuper de la formation des jeunes pilotes kamikaze à l'aérodrome Iwakuni.

## Après guerre
Tetsuzo Iwamoto a terminé la guerre crédité d'environ 80 avions détruits (certaines sources évoquent 94 avions).
C'est l'un des pilotes de chasse japonais les plus expérimentés de tous les temps.
Ses propres écrits, qui ont été trouvés après sa mort, revendiquaient 202 avions détruits, 27 détruits non confirmés, 26 détruits mutualisés et détruit deux OTG [sur le terrain. 
Comme beaucoup de vétérans japonais, Iwamoto n'a pas accepté la défaite du Japon. Il deviendra alcoolique. Le 20 mai 1955, il décède des suites d'une septicémie à la suite de plusieurs interventions chirurgicales du dos consécutives de blessures reçues au combat.
Sa femme rapportera ses derniers mots, « Quand j'irai mieux, je veux voler à nouveau. » 